# Christian Sprenger
Christian Sprenger (Brisbane (Queensland), 19 december 1985) is een Australische zwemmer. Hij vertegenwoordigde zijn vaderland op de Olympische Zomerspelen 2008 in Peking en op de Olympische Zomerspelen 2012 in Londen. Bij beide toernooien behaalde Sprenger een zilveren medaille, in Londen behaalde hij ook een bronzen medaille. Sprengers neef, Nicholas, nam ook deel aan het Olympisch zwemtoernooi van Peking. Op de langebaan was de Australiër houder van het wereldrecord op de 200 meter schoolslag.

## Carrière
Bij zijn internationale debuut, op de Gemenebestspelen 2006 in Melbourne, eindigde Sprenger als zesde op de zowel de 50 als de 100 meter schoolslag, op de 200 meter schoolslag eindigde hij als achtste. Op de 4x100 meter wisselslag vormde hij samen met Andrew Lauterstein, Adam Pine en Kenrick Monk een team in de series, in de finale veroverden Matt Welsh, Brenton Rickard, Michael Klim en Eamon Sullivan de gouden medaille. Voor zijn inspanningen in de series ontving Sprenger de gouden medaille. Op de Wereldkampioenschappen kortebaanzwemmen 2006 in Shanghai strandde de Australiër in de series van de 50, 100 en de 200 meter schoolslag. In de series van de 4x100 meter wisselslag zwom hij samen met Michael Jackson, Adam Pine en Eamon Sullivan, in de finale veroverde Pine samen met Matt Welsh, Brenton Rickard en Ashley Callus de wereldtitel. Voor zijn aandeel in de series werd Sprenger beloond met de gouden medaille.
Tijdens de Olympische Zomerspelen van 2008 in Peking werd Sprenger uitgeschakeld in de halve finales van de 100 meter schoolslag en in de series van de 200 meter schoolslag. Op de 4x100 meter wisselslag vormde hij samen met Ashley Delaney, Adam Pine en Matt Targett een team in de series, in de finale sleepten Hayden Stoeckel, Brenton Rickard, Andrew Lauterstein en Eamon Sullivan de zilveren medaille in de wacht. Voor zijn inspanningen in de series ontving Sprenger de zilveren medaille.
In de Italiaanse hoofdstad Rome nam de Australiër deel aan de wereldkampioenschappen zwemmen 2009. Op dit toernooi veroverde hij de bronzen medaille op de 200 meter schoolslag, nadat hij in de halve finales het wereldrecord had verbeterd. Daarnaast strandde hij in de halve finales van de 100 meter schoolslag en in de series van de 50 meter schoolslag. In de series van de 4x100 meter wisselslag zwom hij samen met Ashley Delaney, Andrew Lauterstein en Matt Targett, in de finale legden Delaney, Lauterstein en Targett samen met Brenton Rickard beslag op het brons. Voor zijn aandeel in de series werd Sprenger beloond met de bronzen medaille.
Op de Pan Pacific kampioenschappen zwemmen 2010 in Irvine sleepte Sprenger de zilveren medaille in de wacht op de 100 meter schoolslag, daarnaast eindigde hij als elfde op zowel de 50 als de 200 meter schoolslag. Op de 4x100 meter wisselslag veroverde hij samen met Ashley Delaney, Geoff Huegill en Kyle Richardson de bronzen medaille. Tijdens de Gemenebestspelen 2010 in Delhi veroverde de Australiër de zilveren medaille op de 100 meter schoolslag en de bronzen medaille op de 200 meter schoolslag, op de 50 meter schoolslag eindigde hij op de vierde plaats. In Dubai nam Sprenger deel aan de wereldkampioenschappen kortebaanzwemmen 2010. Op dit toernooi werd hij uitgeschakeld in de halve finales van de 100 meter schoolslag en in de series van zowel de 50 als de 200 meter schoolslag.
Op de wereldkampioenschappen zwemmen 2011 in Shanghai strandde de Australiër in de halve finales van de 100 meter schoolslag. Samen met Ben Treffers, Sam Ashby en James Roberts zwom hij in de series van de 4x100 meter wisselslag, in de finale sleepten Hayden Stoeckel, Geoff Huegill en James Magnussen de zilveren medaille in de wacht. Voor zijn inspanningen in de series ontving Sprenger de zilveren medaille.
Tijdens de Olympische Zomerspelen 2012 in Londen zwom Sprenger een persoonlijk record in de finale van de 100 meter schoolslag, waarmee hij de zilveren medaille behaalde. De gouden medaille ging naar Cameron van der Burgh die een wereldrecord zwom. Op de 4x100 meter wisselslag legde hij samen met Hayden Stoeckel, Matt Targett en James Magnussen beslag op de bronzen medaille.
Op de wereldkampioenschappen zwemmen 2013 in Barcelona behaalde Sprenger de wereldtitel op de 100 meter schoolslag. Op de 50 meter schoolslag behaalde hij de zilveren medaille, achter Cameron van der Burgh. Aan de zijde van  Ashley Delaney, Tommaso D'Orsogna en James Magnussen zwom Sprenger naar zilver op de 4x100 meter wisselslag.

## Internationale toernooien
| Jaar | Olympische Spelen                                                                             | WK langebaan                                                                                                   | WK kortebaan | PanPacs                                                                        | Gemenebestspelen                                                                                                |
| ---- | --------------------------------------------------------------------------------------------- | --- | --- | ------------------------------------------------------------------------------ | --- |
| 2006 |                                                                                               | | 18e 50m schoolslag · 18e 100m schoolslag · 20e 200m schoolslag · 4x100m wisselslag · Sprenger zwom enkel de series | geen deelname                                                                  | 6e 50m schoolslag · 6e 100m schoolslag · 8e 200m schoolslag · 4x100m wisselslag · Sprenger zwom enkel de series |
| 2007 |                                                                                               | geen deelname                                                                                                  | |                                                                                | |
| 2008 | 14e 100m schoolslag · 26e 200m schoolslag · 4x100m wisselslag · Sprenger zwom enkel de series | | geen deelname |                                                                                | |
| 2009 |                                                                                               | 37e 50m schoolslag · 15e 100m schoolslag · 200m schoolslag · 4x100m wisselslag · Sprenger zwom enkel de series | |                                                                                | |
| 2010 |                                                                                               | | 23e 50m schoolslag 16e 100m schoolslag 24e 200m schoolslag                                                         | 11e 50m schoolslag · 100m schoolslag · 11e 200m schoolslag · 4x100m wisselslag | 4e 50m schoolslag · 100m schoolslag · 200m schoolslag                                                           |
| 2011 |                                                                                               | 10e 100m schoolslag · 4x100m wisselslag · Sprenger zwom enkel de series                                        | |                                                                                | |
| 2012 | 100m schoolslag · 4x100m wisselslag                                                           | | geen deelname |                                                                                | |
| 2013 |                                                                                               | 50m schoolslag · 100m schoolslag · 4x100m wisselslag                                                           | |                                                                                | |

## Persoonlijke records
Bijgewerkt tot en met 13 augustus 2013

### Kortebaan
| Afstand         | Tijd    | Datum            | Plaats    |
| --------------- | ------- | ---------------- | --------- |
| 50m schoolslag  | 26,54   | 12 november 2011 | Tokio     |
| 100m schoolslag | 57,46   | 11 november 2012 | Singapore |
| 200m schoolslag | 2.01,98 | 10 augustus 2009 | Hobart    |

### Langebaan
| Afstand         | Tijd    | Datum        | Plaats    |
| --------------- | ------- | ------------ | --------- |
| 50m schoolslag  | 26,78   | 31 juli 2013 | Barcelona |
| 100m schoolslag | 58,79   | 29 juli 2013 | Barcelona |
| 200m schoolslag | 2.07,31 | 30 juli 2009 | Rome      |